# Maria-Magdalena-Kirche (Berdum)

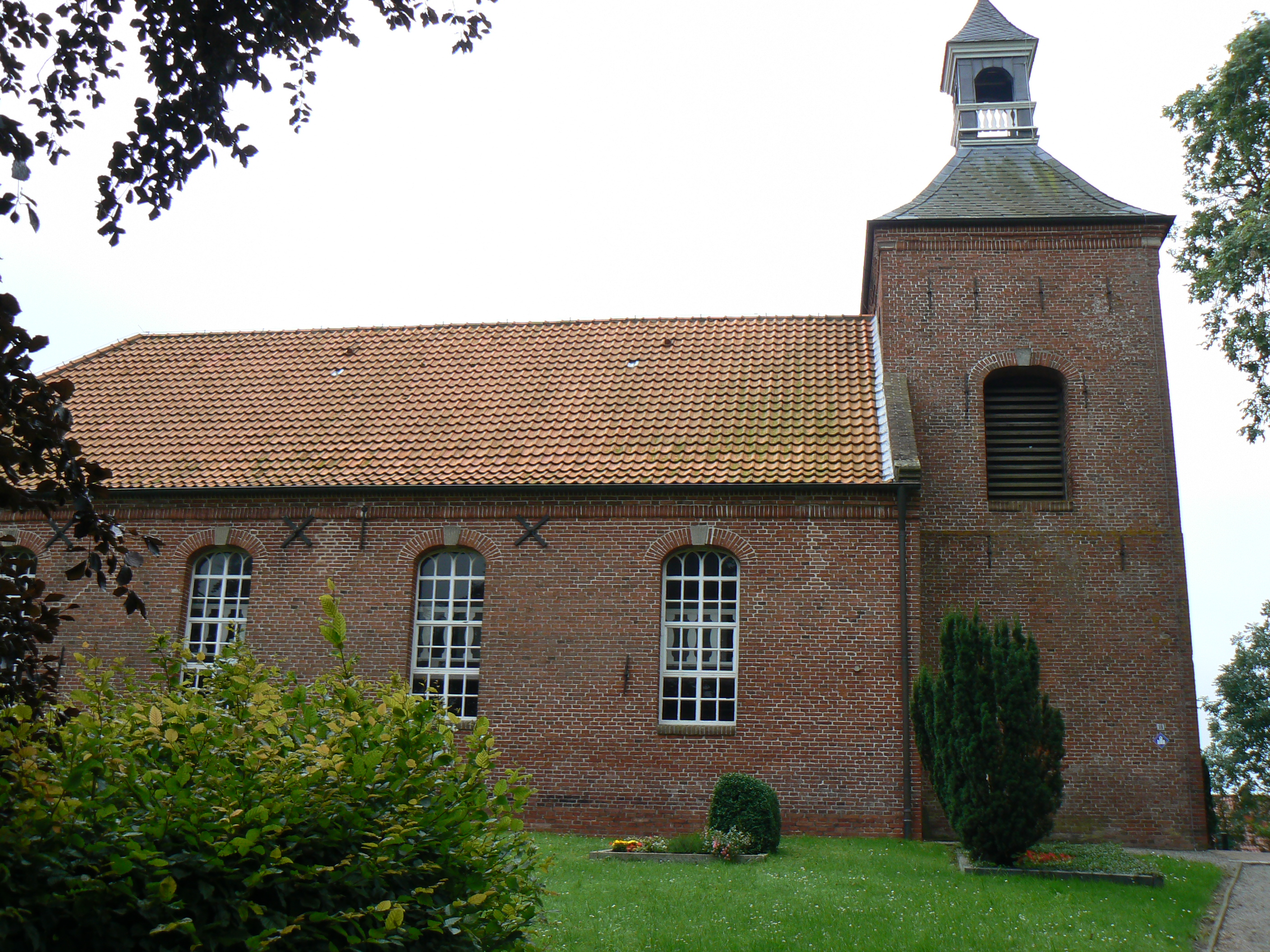
Maria-Magdalena in Berdum.

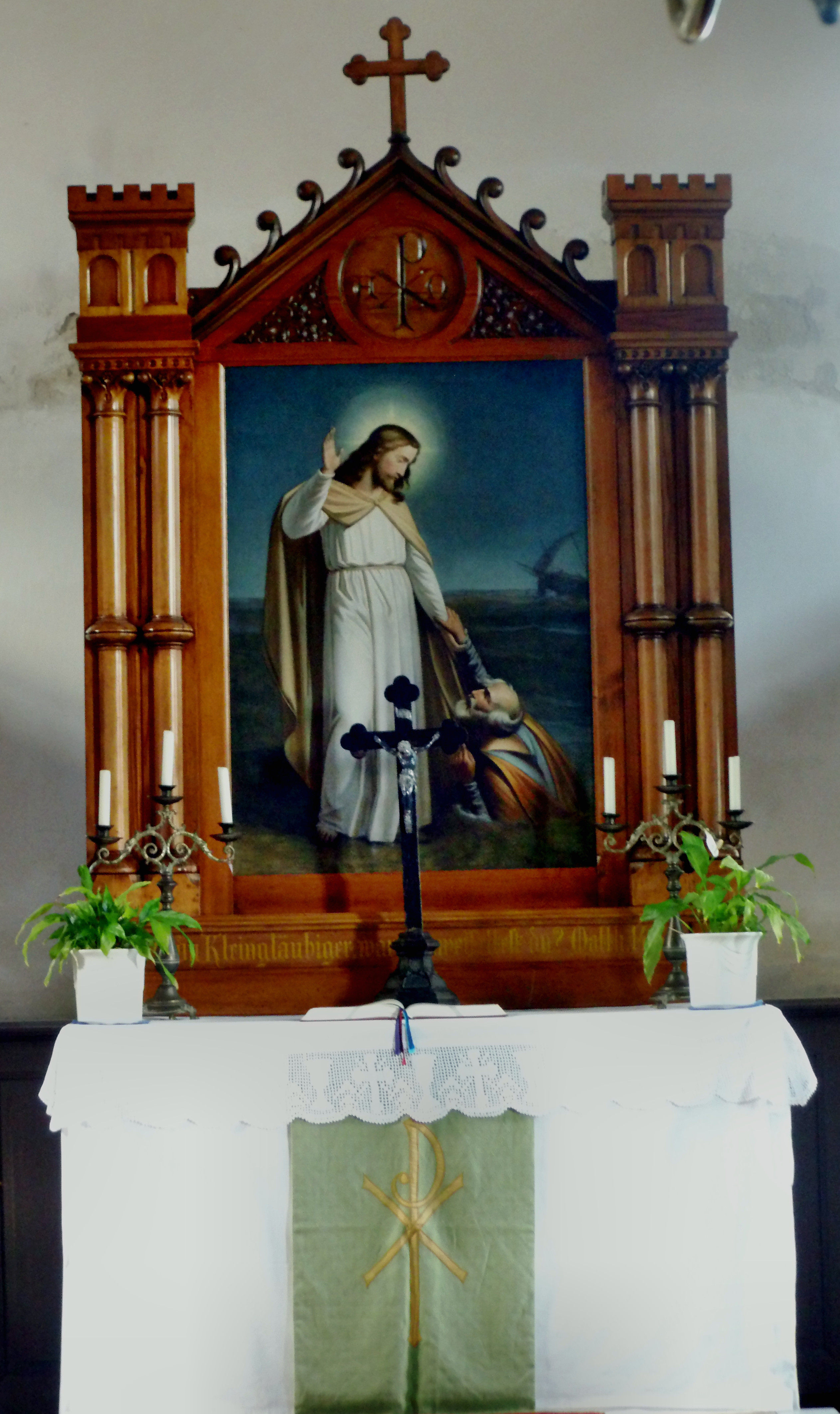
Altar

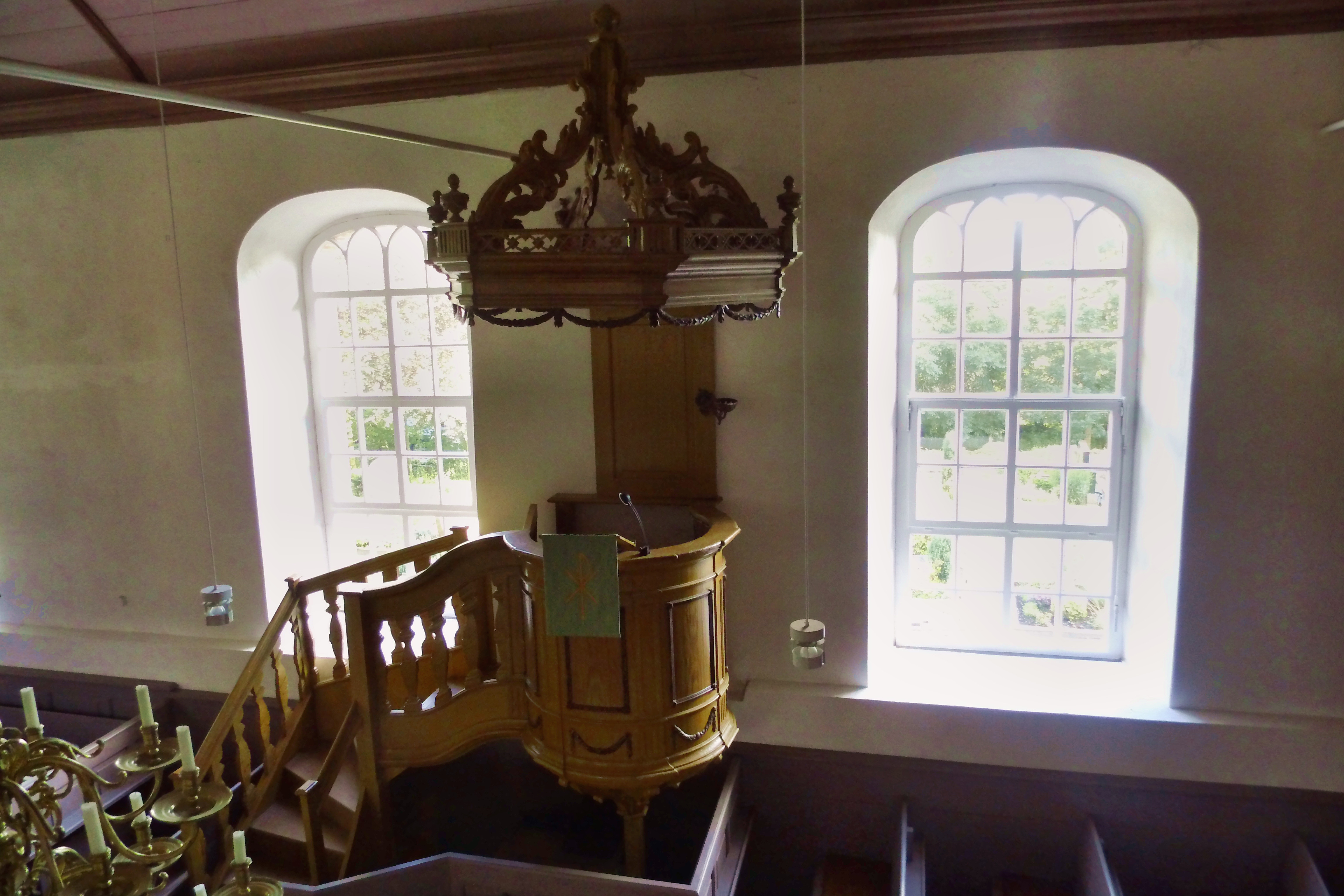
Kanzel

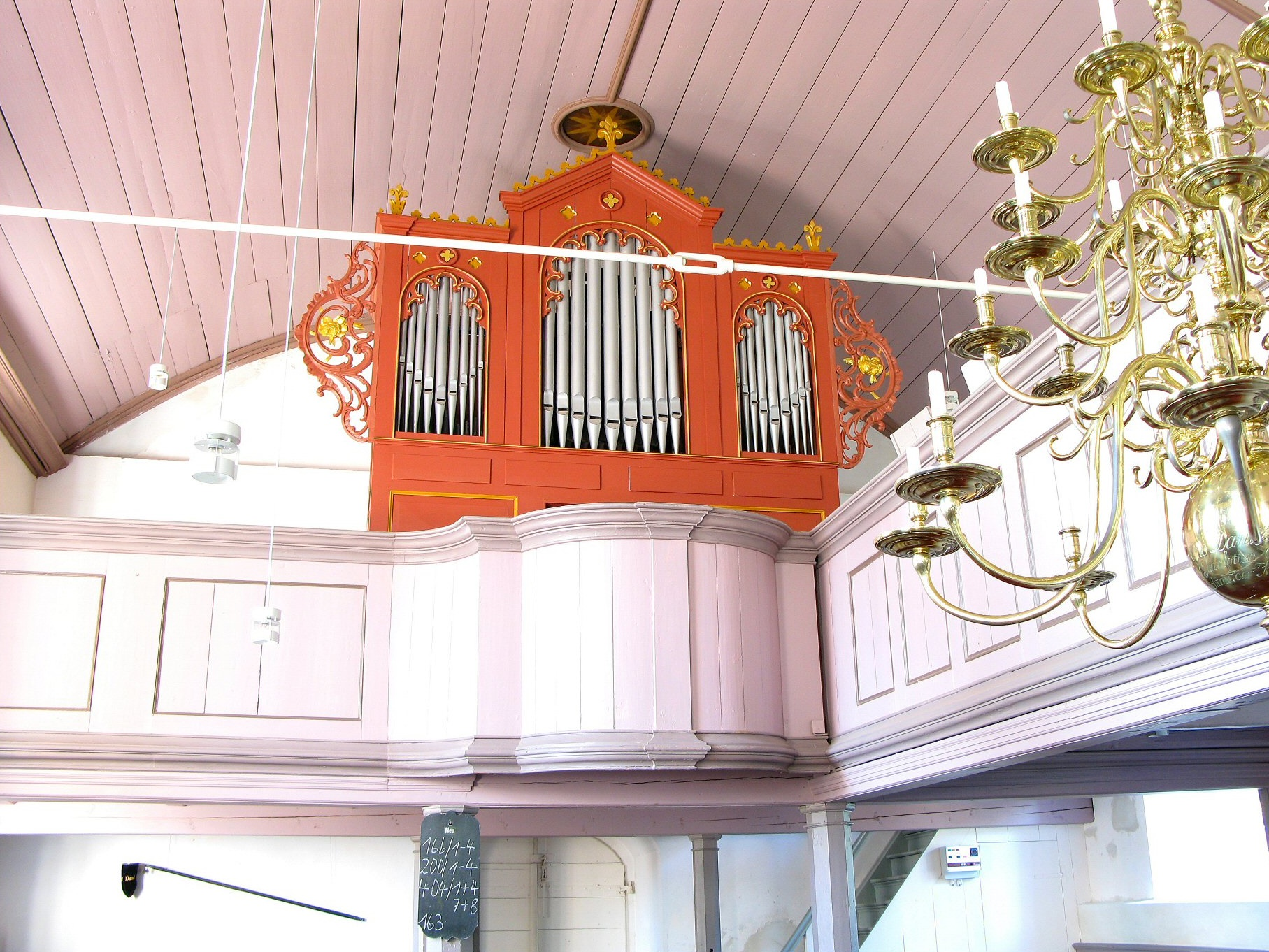
Westempore mit Janssen-Orgel (1878)

Die evangelisch-lutherische Maria-Magdalena-Kirche steht auf einer Warft in Berdum, einem Ortsteil der ostfriesischen Stadt Wittmund.

## Geschichte
Die Kirche hatte nachweislich einen Vorgängerbau, der größer als das heutige Bauwerk war. Er wurde um 1800 abgetragen und in den Jahren 1801/1802 durch einen Neubau aus Backstein ersetzt. Dieser wurde im Stil des Klassizismus unter Leitung des Landbaumeisters Ludwig Franzius als rechteckige Saalkirche mit einem Westturm errichtet.

## Ausstattung
Der Innenraum ist mit einem Brettertonnengewölbe nach oben abgeschlossen.
Das Kastengestühl, die Priechen, die große Empore, die Kanzel und der Altaraufsatz stammen aus der Zeit des Kirchenneubaues. Der neogotische Altar selbst stammt aus dem letzten Drittel des 19. Jahrhunderts.
Die beiden bemalten Schnitzfiguren an der Nordwand unter der Empore sind bedeutend älter. Sie wurden vermutlich um 1650 von Jacob Cröpelin aus Esens für die Kanzel der alten Kirche geschaffen.
Die Orgel von Joachim Richborn aus dem Jahre 1677 wurde 1789 nach Grimersum verkauft und dort später durch einen Neubau ersetzt. 1878 erbaute Gerd Sieben Janssen das heutige Instrument mit neoromanischem Prospekt.
Der Kronleuchter wurde 1791 von einem Gemeindemitglied gestiftet.
Das Votivschiff schuf der Wilhelmshavener Modellschiffbauer Jarg von Wackerode im Jahre 1992. Es erinnert an die schwerste Sturmflut in der Geschichte Ostfrieslands, die Weihnachtsflut vom 24. auf den 25. Dezember 1717. Diese forderte allein im Kirchspiel Berdum 113 Todesopfer.
Das älteste Ausstattungsstück der Kirche ist das Taufbecken, dessen Fuß allerdings in späterer Zeit aus Zement erneuert wurde. Das Becken hat die Form einer auf dem Kopf stehenden Faltkuppel. Damit stellt es eine kunsthistorische Besonderheit dar und ist in dieser Form einmalig in Ostfriesland. Es stammt aus dem 13. Jahrhundert und hat vermutlich bereits in der Vorgängerkirche gestanden.